# Øksfjord
Øksfjord (nordsamisk: Ákšovuotna, kvensk: Aksuvuono) er en by der er administrationscenteret i Loppa kommune i Troms og Finnmark fylke i Norge. Byen har har 499 indbyggere (2012).
Øksfjord har daglige anløb af Hurtigruten og er anløbet som ligger mellem Skjervøy og Hammerfest. Nærmeste by er Alta som ligger omtrent 120 kilometer mod sydøst; Postnummeret er 9550.
Øksfjord var tidligere kendt for sildeoliefabrikken som blev nedlagt 1980'erne. Stedet har i dag en moderne foderfabrik og en række fiskeopdrætsanlæg. Derudover produceres mange af flamingokasserne som bruges af lakseerhvervene i Vest-Finnmark og Nord-Troms på en fabrik i byen. Der er en række fine fiskevande og turmuligheder i området.